# Jincey Lumpkin
Pour les articles homonymes, voir Lumpkin.
Jincey Lumpkin, née Virginia Marie Lumpkin le 17 décembre 1979, 
est une féministe et réalisatrice de films pornographiques lesbiens.

## Biographie
Jincey Lumpkin est la présidente et la fondatrice des studios Juicy Pink Box. Elle est surnommée la Hugh Hefner du porno lesbien
,.
Ouvertement lesbienne, elle est mariée à une femme,.

## Awards
- 2011 Feminist Porn Award - Hottest Lesbian Vignette : Taxi Volume 1 - Jincey Lumpkin & Maria Angel
- 2012 Feminist Porn Award - Hottest Lesbian Vignette : Boutique - Jincey Lumpkin